# Vasúti sorompók típusai
A közút és vasút szintbeli kereszteződéseit különböző biztosítóberendezésekkel védik. Ilyenek például a teljes sorompók, fénysorompók, fény- és félsorompók.
A vasútnál a sorompókat vezérlésük alapján különböztetik meg. A sorompókat maximum 10 percig lehet zárva tartani.

## Típusai
Alapvetően három csoportot különböztetünk meg:
1. Állomási sorompók: az állomási biztosítóberendezés hatásköretébe tartozik, a jelzőkkel függésben van
  - Jelzőkezelés előtt zárják le, a vonat érkezése előtt kb. 2-4 perccel; felnyitása a vonat elhaladása után történik
  - Jelölésük: SR+Sorszám (pl. SR1, SR3; SR2, SR4)
2. Nyíltvonali sorompók: a vonat által van vezérelve, beszámoló és kiszámoló pontok alapján; a jelzőkkel csak bizonyos esetekben van függésben
  - Vonat behatási pontra érkezése után záródik le, kb. 0,5-1 perccel; felnyitása a vonat elhaladása után történik
  - Jelölésük: AS+Szelvényszám (pl. AS261, AS432)
  - Jelzővel csak akkor van függésben, ha nincs állomásra visszajelentve, vagy a vasútvonal emelt sebességű
3. Helyszíni sorompók: a helyszínen lévő relészekrényből kezelik
  - Vonat érkezésekor zárják le; felnyitása a vonat elhaladása után történik
  - Jelölésük: HS+Szelvényszám (pl. HS1, HS2)
  - Jelzővel nincs függésben, és nincs állomásra visszajelentve